# 696 v.Chr.
Het jaar 696 v.Chr. is een jaartal volgens de christelijke jaartelling.

## Gebeurtenissen

### Klein-Azië
- De Kimmeriërs verwoesten de hoofdstad Gordium in Phrygië, koning Midas pleegt na deze nederlaag zelfmoord.[1]

## Overleden
- Midas, koning van Phrygië

## Verwijzingen
1. ↑  Eusebius Werke, ed. R. Helm (Leipzig, 1913) vol. VII, pp. 89, 92. De informatie bevond zich in een verloren kroniem van Hieronymus, waaruit Eusebius putte.